# 低体温症
低体温症（ていたいおんしょう、Hypothermia）とは、恒温動物の深部体温（中核体温）が、正常な生体活動の維持に必要な水準を下回ったときに生じるさまざまな症状の総称。ヒトでは、深部体温（直腸や食道で計測）が35℃以下に低下した場合に低体温症と診断される。

## 研究の歴史
1957年からイングランド北部の高原地帯で開かれている徒歩競技であるフォー・インズ・ウォークで1964年3月14日から15日にかけて開かれた大会で強風、豪雨の悪天候により気温が4～7度まで下った結果、参加者240人の中で完走できたものはわずか22名であり、3人が低体温症で亡くなった。これをきっかけにイギリス人生理学者であり、1936年のドイツ冬季オリンピックのアルペン・スキー代表に選出されたスキーヤー、更には1953年にはエベレスト初登頂を成功させたイギリス隊に参加した登山家でもあるグリフィス・ピューを中心に低体温症の研究が推進されるようになった。ピューはエベレスト登頂のサポート要員として高地における気温、風速、湿度、それに伴う人間の体温を克明に記録し、低体温症研究の基礎データをまとめた。

## 低体温症の機序
人の体は体表より2〜2.5cmより外側の外皮(英語ではshell) と2〜2.5cmより内側の深部(英語ではcore temperature)の二つに分別される。外皮までの体温は比較的変動しやすいが深部の温度は通常の環境では早朝から夕方までで0.5〜1度程度の変動に留まる。医学的には人間の体温とは普段は口腔内や腋下、鼓膜で、手術時や集中治療室(ICU)などでは直腸や食道で測定される深部(心臓、肺、肝臓といった複数の重要な臓器が含まれている)の温度の事を指す。そして深部温度は作る熱と失う熱のバランスによって一定に保たれている。
恒温動物の体温は、恒常性（ホメオスタシス）により通常は外気温にかかわらず一定範囲内で保たれている。しかし、自律的な体温調節の限界を超えて寒冷環境に曝され続けたり、何らかの原因で体温保持能力が低下したりすると、恒常体温の下限を下回るレベルまで体温が低下し、身体機能にさまざまな支障を生じ多臓器不全にいたる。この状態が低体温症である。
低体温症は必ずしも冬季や登山など極端な寒冷下でのみ起こるとは限らず、水泳用20-24℃のプール、濡れた衣服による気化熱や屋外での泥酔状態といった条件次第では、夏場や日常的な市街地でも発生しうる。軽度であれば自律神経の働きにより自力で回復するが、重度の場合や自律神経の働きが損なわれている場合は、死に至ることもある症状である。これらは、生きている限り常に体内で発生している生化学的な各種反応が、温度変化により、通常通りに起こらないことに起因する。
臨床的には、
1. 細胞機能の低下・酸素消費量の低下 {\displaystyle {\ce {->}}} エネルギー産生の低下 {\displaystyle {\ce {->}}} 臓器機能低下
2. 血漿成分の血管外漏出 {\displaystyle {\ce {->}}} 蛋白成分の低下
3. 尿細管再吸収低下・低比重尿の増加(colddiuretics) {\displaystyle {\ce {->}}} 血液濃縮
4. 細胞膜Na/K ATPaseの活性低下 {\displaystyle {\ce {->}}} Naの細胞内移行とKの細胞外移行（電解質異常）
5. 組織血液低還流、末梢循環障害による代謝性アシドーシス、乳酸上昇

症状としては、
- 筋肉代謝系
  - 軽度低体温では骨格筋は戦慄（シバリング）する
  - 中等度低体温では戦慄は消失
  - 高度低体温では筋は硬直する
- 神経系
  - 感情鈍麻から昏睡状態へ
- 呼吸系
  - 頻呼吸から徐呼吸・呼吸停止へ
- 循環系
  - 頻脈から徐脈・心停止へといずれも抑制的に働く。18℃で心停止に至る。
    - 心電図 : 洞性除脈、T波逆転、PQ・QR・QTSの延長、心室性不整脈、心房細動（心房粗動）、種々の不整脈、心室細動は30°C以下で起こりやすい

## 熱の産生
- 食事

人体が熱を作り出すには食事が必要である。食べた食物の代謝、そしていくつかの生化学的な工程を経て熱を作り出す。これによって得られるエネルギーはkcalという単位で表される。余ったエネルギーは肝臓や脂肪組織などに蓄えられ、必要によって放出される。筋肉を動かすエネルギーのほとんどはグルコースである。グルコースは肝臓などの体内に貯蓄されているが、激しい運動をするとすぐに枯渇する。それを補えるのは食事のみである。激しい運動をしながら低体温症を避けるには大量の食事が必要となる。登山などでは通常時のような食事は難しいので、高カロリーな行動食によるカロリー摂取が推奨される。
- 運動

人体が熱の産生を増加させる事ができるのは、体が震えるか筋肉を動かす時のみになる。特に足の筋肉は多くのエネルギーを作り出せる。登山などでは一定のスピードで歩いて熱を作り出す事が体温の低下を防止し、また立ち止まっている時も体を動かして熱を作り続ける事が低体温症防止につながる。

## 熱の放出
熱は体を動かす筋肉と肝臓などでの代謝時の化学反応により生成され、作られた熱の60%は放射によって、残りは対流、蒸発、伝導によって放出される。皮膚から放出される熱の量は皮膚を流れる血液の量に比例し、血管の収縮、拡張により血流を調節し、それにより放出する熱の量を決めている。最大まで拡張された血管を流れる血液の量は最小限まで収縮された血管を流れる血液の量の100倍以上にもなり、熱の放出も100倍以上となる。熱の大部分は皮膚から失われ、体の表面積と体積の比によって熱の喪失速度が決まる。体重に比べて皮膚の表面積が大きい乳幼児、子供、小柄な体格な成人などは熱が失われる速度が高く、失われる量も多い。

### 温度と生化学反応
生化学的反応の例を挙げるなら酵素の反応だが、これらは通常の場合において、特に動物が利用する酵素は、至適温度が40℃前後である（＝40℃前後で最も効率良く働くということ）ものが多いが、これはヒトの中心温度（37℃前後。直腸温度などが最も近い）に近いため、体内で効率よく働くことができる。俗に「腹を冷やすと下痢（消化不良）になる」と言われるが、その原因の一つとして、消化管の温度低下によってこれらの酵素の一種である消化酵素の働きが鈍り、消化作用が阻害されることが挙げられる。また、ブドウ糖などの糖を酸化・分解してエネルギー通貨としてアデノシン三リン酸 (ATP) を生成する「解糖系」という過程も、周辺温度によって生成速度に差が生じ、低い温度ではこのATP生産が低下する。そしてATPは筋肉、神経、内臓など全身の細胞の生命活動全般においてエネルギー源として使用されているため、供給が滞れば致命的な問題に発展する。ヒトにおいては、体温が約31℃以上であればシバリング（身体の震え）による熱生産が行われるが、約31℃を下回るとシバリングが無くなり急速な体温低下を起こす。

### 原因
物理的原因と環境・患者側の原因が単独あるいは複合し発生する。
物理的原因
1. Evaporation（蒸散・水分）体表水分
2. Radiation（輻射・放散）体気温低下
3. Conduction（伝導）金属・地面・積雪
4. Convection（対流）水流・風
5. Respiration（呼吸）

環境・患者側の原因
1. 寒冷環境
2. 熱喪失状態
3. 熱産生低下
4. 体温調節能低下（自律神経障害 - 外傷、薬物中毒・アルコール中毒、脳卒中、頸髄損傷）

発生する場所で「遭難型」と「都市型」に分類することがある。主なものは、
遭難型
山岳遭難、水難事故
都市型
泥酔、薬物中毒、脳血管障害、頭部外傷幼少児、高齢者、路上生活者、広範囲熱傷、皮膚疾患、内分泌疾患（甲状腺・下垂体・副腎などの機能低下）低血糖、低栄養、敗血症

## 低体温症の種類
- 低体温症重症度[10]
  - 軽度低体温（35～32℃）
  - 中等度低体温（32～28℃）
  - 高度低体温（28℃以下）

### 偶発性低体温症(accidental hypothermia)
「一次性低体温症」とも。
他の基礎疾患によらず、純粋に寒冷曝露を原因として中心体温（直腸温）が35℃以下に低下した病態。単に「低体温症」とのみ言う場合、通常はこちらを指す。
| 直腸温                | 状態         | 震え   | 心拍数   | 心電図     | 消化管   |
| --------------------- | ------------ | ------ | -------- | ---------- | -------- |
| 35 - 33℃（軽度）      | 正常         | (+)    | 正常     | 正常       | 正常     |
| 33 - 30℃（中度）      | 無関心       | (-)    | 軽度低下 | 波形延長   | イレウス |
| 30 - 25℃（重度）      | 錯乱・幻覚   | (-)    | 著明低下 | Osborn-J波 | イレウス |
| 25 - 20℃（重篤）      | 昏睡・仮死   | 筋硬直 | 著明低下 | 心房細動   | イレウス |
| 20℃以下（非常に重篤） | ほぼ死亡状態 | 筋硬直 | 消失     | 心室細動   | イレウス |

幼児は、凍結した池などで冷水に落ちて急激な体温低下に伴う仮死状態に陥った場合に、体の容積が小さく、全身が速やかに冷却されるため、脳への酸素供給停止以前に脳細胞が仮死状態に陥るため、酸素欠乏症による脳死に至らずに済むことがあり、心臓停止から3時間以上経ってから蘇生した事例がある。成人でも心臓停止から30分以上経って蘇生した事例もあるが、これらは適切な救急救命医療を必要とする。

### 二次性低体温症
頸髄損傷、内科疾患、薬物作用（中毒）、栄養失調などの副次的結果として発生した低体温症。これらの素因を有する者が、単独では偶発性低体温症を起こさないレベルの軽微な寒冷曝露で複合原因的に発症した場合も含む。

## 予防法
低体温症になるのを防ぐには、失われる熱量より作られる熱量が上回っていなければならない。熱の喪失量を少なくするには対流による熱の喪失が少ない衣類、帽子、手袋などが重要になる。ただし登山時等は出発時には重ね着をしているウェアをやや寒いと感じるレベルに調整すべきである。これは汗をかくことにより水分や湿気が内側に溜まり、蒸発によって熱が失われる事を防ぐ為である。

## 予防に有効なウェア
気温が低い時に運動で作り出される熱は重要であるが、それのみで体温を維持する事は極めて難しく、よって熱の喪失を可能な限り減らし、人体のすぐ外側に動かない空気の層を保つ事ができるウェアは必須である。気温や体の熱産生の変動に対しては重ね着をする事によって対応する必要がある。この場合で重要になるのが上に着るウェアが下に着るウェアよりゆとりがある事である。ゆとりが無いとウェア間に伝導率の低い空気が入りこむことができず、断熱効果が発揮されにくくなる。また、首からの対流による大量の熱の喪失を防ぐ為にえりもジッパーが首の上の高さまであるものにするのが望ましい。
- アンダーウェア

コットンは乾燥時の重量の40%の水分を吸収し、濡れると繊維同士がもつれあい、殆ど空気を取り込めなくなり乾きにくい。よってアウトドアのアンダーウェアとしては推奨されない。ウールは古くから使われており、繊維の間に多くの空気を取り入れることが出来るので構造的に熱を逃しやすく、そのため保温性も高い。ウールも乾燥時の重量の30%の水分の吸収をするが、保温性を失わない。また濡れた繊維の間に空気を取り込む事で乾燥のための水の蒸発に必要な表面積がコットンよりもずっと多い。近年では吸収性、速乾性に優れたポリプロピレンやポリエステルといった化学繊維、またウールと化学繊維を混ぜた素材が広く使われるようになっている。
- ミドルレイヤー

フリースは通気性がよく乾きが早いのでミドルレイヤーに適している。ただし空気を通しやすい欠点がありアウターシェルには向かない。ダウン軽量であり、優れた断熱性を持つが、濡れてしまうと断熱効果がほぼ無くなる。よってこちらもアウターシェルには適していない。
濡れても効果が落ちない化学繊維は重く圧縮性に乏しいのが欠点であったが、近年はこれらの欠点を改良した化学繊維のアクティブ・ミドルレイヤーが広く使われるようになっている。
- アウターシェル

一番外側に着るという性質上、防風性、防水性、そして自分がかいた汗を水蒸気として外へ出せる揮発性が重要となる。代表的なものはゴアテックスの商品名で知られているラミネートである。ラミネートは生地が積層して作られている為に小さな孔が多くあり、この孔は水蒸気は通過でき、水は通さない構造となっているためアウターシェルに適している。
- グローブ(手袋)

指の本数の関係上、五本指のグローブはミトンに比べると表面積が大きくなり、冷えやすい。よって保温性はミトンの方が優秀であるが細かい手作業をしづらいという欠点がある。そして近年の登山、スキー用の五本指グローブの性能の向上の為、ミトンが必要とされる状況は極地や高所の山などに限られる。
- 帽子

首は顔や脳に血液を送る動脈が皮膚直下にあるので熱が失われやすい。また、頭には断熱効果の高い脂肪がほぼ無く、頭蓋骨は熱の良導体である。よって寒気の場合、耳をしっかりおおえる形状の防寒用帽子は必須となる。素材としてはウールが推奨される。
- シェルター

ツェルトやテント、雪洞などが該当する。前者ふたつは防風性が十分ではないので体力や積雪が十分にあれば雪洞を掘ることが推奨される。ただしこれらは体温の低下を抑える事はできても上昇させることは出来ないため、あくまで救援隊やヘリコプターが来るまでの一時凌ぎの為のものである。

## 対処法
症状によって必要な対処法が異なる。特に中度以上の低体温症では、一般的な冷えに対する感覚で慌てて温めると、かえってレスキュー・デスを招く危険があるので注意を要する。例えば、急に手足を温めると、一気に心臓へ負担が掛かってショック状態に陥る可能性がある。また、上記の脳低温療法の要領で偶発的に、冷温での代謝低下によって脳が守られていた場合（=「代謝の冷蔵庫」）、設備の整った病院への搬送前に現場で加温すると、脳の酸素・栄養消費が増大して供給不足に対処できなくなり脳死に至ることがある。アルコール類やカフェインの入った飲料は血管を収縮・拡張させる作用があるので与えてはならない。体の温まる甘い飲み物は効果的だが、意識がはっきりしていない状態で飲ませると誤嚥性肺炎を起こしたり、湿性溺水または乾性溺水を起こして死亡する危険性もあるので、意識障害がある者には飲ませてはいけない。

### 対処法・全程度に共通
風雨に晒されるような場所を避け、衣服が濡れている場合はそれらを乾いた暖かい衣類に替えさせ、暖かい毛布などで包む。衣類は緩やかで締め付けの少ない物が望ましい。脇の下や鼠蹊部（股下）などの太い血管（主に静脈）がある辺りを湯たんぽなどで暖め、ゆっくりと体の中心部から温まるようにする。山岳遭難や水害などで乾いた替衣類や寝具を得られない場合では、濡れた衣類を絞って脱水に努め可能な限り水分を減らして再着用させる処置も有効である。屋外で風がある場合は発症者が風に晒されないように努める。
この時に無理に動かすと、手足など末端や表皮の冷えた血液が体を動かすことで血管が拡張することも手伝って体内をくまなく循環してしまい、内臓の発熱量を低下させ、心臓や脳の体温も下げ、全身が芯まで冷えることになる。これは山の滝行などで冷水により急激に体を冷やしても起きることがある。よって体を温めさせようと運動させるのは逆効果であり、中心側からゆっくり暖まるよう工夫する。
体温31-32℃あたりで錯乱状態に陥るので、たとえば山岳でのリーダーがベテランといえどもパーティの崩壊が起きるのは錯乱による判断ミスに他ならない。キャリアがあるといって頼りすぎないよう低体温症の際は「会話が上手く出来なくなった」段階においての早期注意が必要である。（外部リンクを詳細に参照のこと）

### 対処法・軽度
とりあえずどんな方法でもよいので体を温めるようにして、温かい甘い飲み物をゆっくり与える。ただし目が醒めるようにとコーヒーやお茶の類いを与えると、カフェインによる利尿作用で脱水症状を起こすので避ける。アルコール類は体は火照るが、血管を広げて熱放射を増やし、さらには間脳の体温調節中枢を麻痺させて震えや代謝亢進などによる体温維持のための反応が起こりにくくなるため、絶対与えてはいけない。リラックスさせようとしてタバコを与えるのも、末梢血管が収縮して凍傷を起こす危険がある。眠ると代謝や震えによる熱生産が低下するので、十分に温まるまでは覚醒状態を維持させる。
この段階では少々手荒に扱っても予後はいいので、出来るだけこの段階で対処すべきである。

### 対処法・中度
中度以上の低体温症は、速やかに医療機関へ搬送する手配を第一とする。軽度のうちは本人が寒気を訴えて加温に躍起になるが、中度に進むと逆に意識水準が低下して保温に無関心となってくるため、「大丈夫です」の返答を安易に鵜呑みにせず救護者が客観的に全身症状から判断することが重要である。軽度ではまだ震えなどでの自発的な熱生産能力が残っているが、中度以上になるとそうした生理機能も障害されており、消極的再加温（=保温）のみで回復を期待するのは無効である。また、外部から温熱器具で暖める積極的表面再加温は、かえって種々のリスクを伴う。医療機関では、循環動態が不安定であれば、加温した輸液の注入・胃腸の温水洗浄などによる積極的中心再加温が行われる。
運動させたりすると、手足から停滞していた低温・低酸素・高カリウムの血液が心臓に戻り、心室細動などの異常を引き起こすこともあるので、出来るだけ安静を心掛ける。急激に体の表面を暖めると、末梢血液が環流することでかえって中心体温が低下するアフタードロップ現象を引き起こしたり、末梢血管の拡張による血圧低下でショック状態（ウォームショック）に陥ることがあるため、みだりに暖めない。比較的穏やかに暖めることは可能であるが、裸で抱き合うと、体の表面を圧迫して余計な血流を心臓に送り込んで負担を掛けるので避けるべきである。同様の理由で手足のマッサージも行ってはいけない。とにかく安静にする必要があるので、風雨を避けられる場所に移動するにも、濡れた衣服を着替えさせるにも、介助者がしてやるようにし、出来るだけ当人には運動させないようにする。心室細動により非常に苦しむこともあるが、心臓停止状態以外では、胸骨圧迫も危険であるため、してはならない。

### 対処法・重度
呼吸が停止しているか、または非常にゆっくりな場合は、人工呼吸を行って呼吸を助ける。心臓停止状態にある場合は、胸骨圧迫を併用する。心臓が動き出したら胸骨圧迫を止め、人工呼吸を行う。この場合はマウス・トゥ・マウス式（仰向けに寝かせた要救護者の後頭部から首に掛けて手を宛がって持ち上げ、鼻をつまんで、介護者が口を使って要介護者の口へ息を吹き込む。喉の奥に吐いた物が詰まっている場合は、これを取り除いてから行う）人工呼吸の方が、人間の吐息であるために暖められていて都合がよいとされる。
重度の低体温症まで至ると、たとえ病院で集中治療を行っても生存率が芳しくなくなるため、軽度・中度の段階で早めに対処して食い止め、重度まで進行させない予防がまずは重要である。

### 低体温症の予後
予後不良因子
1. 高カリウム血症（K > 10mEq/l）：細胞溶解の徴候
2. フィブリノゲン低下 （フィブリノゲン < 50mg/dl）：播種性血管内凝固症候群の徴候
3. 心室細動、無脈性心室頻拍：重症低体温症の約20-90%程度の死亡率「遅い復温」にて、死亡率 > 約45%

### 死亡判定の困難と救命活動の重要性
低体温症においては、仮死状態と完全な死亡状態との違いを明確に判定することは非常に難しい。低体温、皮膚色の蒼白、瞳孔散大、極度の徐脈・脈拍微弱および浅い呼吸で心肺停止状態と間違いやすい、身体のこわばりが死後硬直と紛らわしい、といった要因から、プロであるはずの救急隊員でも誤って死体と判断し病院への搬送を行わなかったケースが幾つかある。
しかし低体温症では、比較的長めの心肺停止でも脳の細胞死が少なく蘇生可能な場合もあり、専門医の適切な治療と診断を受けるまでは諦めず救命措置を続けることが肝要である。低体温症での死亡判定は、通常温へ戻してもなお生命活動が回復しない場合に医師が下すのが原則であり、医療機関へ搬送するまでは何時間でも、介護者に二次災害の危険がない限り救命活動を続行すべきとされている。

#### 救命活動事例
- 2006年4月に日本の長野県で雪崩に巻き込まれた20代男性が、発見からは約4時間・心肺停止確認後からは2時間45分後に蘇生、後遺症もなく回復した事例が報じられている。
  - 前日午後2時ごろに雪崩に遭い遭難。翌午前9時ごろに捜索隊により発見、低体温による心肺停止のためヘリコプターで地元病院に搬送されたが回復せず、さらに同県内の大学病院に搬送されて11時52分に人工心肺に接続、その1時間後に心臓の自力での鼓動を確認した。発見から近隣病院へ搬送、さらに人工心肺のある医療施設に搬送されるまでの間、救急隊員が人工呼吸と胸骨圧迫を行っていたということで、男性は2か月ほど入院生活を送った後、歩行や会話を行うといった日常生活に支障のないレベルに回復、2006年6月には近く退院することが報じられた。なお2006年6月9日に読売新聞などが男性の退院に併せ同件を報じており、同記事中治療にあたった信州大医学部付属病院の岡元和文教授の談話として、これは心肺停止後の蘇生としては日本国内の最長記録であるという[16]。同教授は救急隊員の活動と低体温症による代謝の低下で酸欠によるダメージが軽減されたこと、加えて男性が若く体力があったことを回復した理由として示している。

その後、海外に投稿された論文であるが、群馬県でさらに長時間(385 min)の蘇生が報告されている。海外へ投稿された論文で詳細は不明だが独歩で帰宅している。低体温状態からの蘇生は、通常の蘇生よりも回復が期待できる場合がある。
- 2006年10月7日兵庫県在住の男性（35歳）が兵庫県六甲山中にて遭難、その24日後の10月31日意識不明の状態で発見された。
  - 発見時は直腸温度が22℃まで下がり、浅い呼吸と一分間に40 - 50回程度の弱い心拍があった。神戸市消防局のヘリコプターにより神戸市内の病院に搬送された直後に心肺停止状態に陥ったが、治療開始4時間後には心拍が戻り、その後の集中治療の結果50日後の12月19日にほとんど後遺症もなく退院した。発見当時は携帯していた食品並びに水分を摂取し生存していたと考えられていたが、蘇生後従来の常識では考えられない事実があきらかになった。山道を踏みはずし崖下に滑落、腰骨を骨折し身動きの取れない状態となり、遭難初日および2日目に若干の水分摂取をしたのち意識を喪失し、その後発見されるまでの3週間一切の食物および水分の摂取を行わないままに過ごしたと証言した。発見現場周辺には排泄の痕跡もなかった。診察した医師の記者会見によると、低体温症による冬眠状態で生命の維持が可能になったのではないかとの仮説が示されている。（新聞報道による）
  - 従来の仮説では体温30℃以下の生存、並びに10日を超える絶食での生存は不可能とされていたが（値については狭い範囲での幅はある）、本件ではいずれの値を大きく上回るものであり経緯の真偽を含めさらなる検証が必要である。しかしながら低体温による人体代謝の機能が従来の常識を大きく覆した可能性が高い事例である。

### 逆利用
低体温症では、体中心温度の段階によってさまざまな症状が発生し、最終的には意識喪失・心肺機能停止による仮死・生理機能停止による死亡に至る。しかし逆に低体温状態には組織の代謝を低下させることによる保護的な作用もあるため、さまざまな応用が試みられている。
例えば日本では1990年代に始まった脳低温療法は、冷却ブランケットなどを用いて人為的に低体温を起こし、脳を保護するという治療法であり、実際に臨床で使用されている。脳外傷の蘇生後などが適応となる。冬季に溺水した子供が通常は蘇生できないほど長時間（一般には心肺機能停止から3 - 10分以内程度であるが、同事例では40分 - 3時間）水の中にいたにもかかわらず蘇生し回復した例が報告されているが、これは冷水が身体を冷やし偶然低体温療法的に作用したためと考えられている（上記参照）。
他にも低体温状態で心臓手術を行う方法が、当時のソビエト連邦で開発された。脳外科手術、熱中症、インフルエンザ関連脳症治療などに利用される。また低体温症による仮死状態を上手にコントロールすれば、酸素消費や食糧消費を抑え、老化も抑えられる可能性もあるため、長時間の宇宙旅行においては、それを利用した「人工冬眠」をクルーに使わせることも考えられており、これらの研究は、恒星船などへの応用が期待されている。

## 統計
日本の凍死者は2010年以降、年間1,000人を超える規模となっている。冬山登山などの極端なケースは少なく、大半は高齢者が室内で低体温症になり死に至るケースが多いことが特徴。